# David Paymer
David Paymer (New York City, 30 agosto 1954) è un attore e regista statunitense.

## Biografia
È un attore caratterista molto riconoscibile ed ha partecipato ad oltre 170 produzioni televisive e cinematografiche, a partire dal 1979. Paymer ha ricevuto una nomination ai Premi Oscar 1993 come miglior attore non protagonista per il film Mr. sabato sera del (1992).

## Filmografia parziale

### Cinema
- Una strana coppia di suoceri (The In-Laws), regia di Arthur Hiller (1979)
- L'aereo più pazzo del mondo... sempre più pazzo (Airplane II: The Sequel), regia di Ken Finkleman (1982)
- La miglior difesa è... la fuga (Best Defense), regia di Willard Huyck (1984)
- Vertenza inconciliabile (Irreconcilable Differences), regia di Charles Shyer (1984)
- Perfect, regia di James Bridges (1985)
- Dimensione terrore (Night of the Creeps), regia di Fred Dekker (1986)
- Howard e il destino del mondo (Howard the Duck), regia di Willard Huyck (1986)
- Senza via di scampo (No Way Out), regia di Roger Donaldson (1987)
- Pubblifollia - A New York qualcuno impazzisce (Crazy People), regia di Tony Bill (1990)
- Scappo dalla città - La vita, l'amore e le vacche (City Slickers), regia di Ron Underwood (1991)
- Mr. sabato sera (Mr. Saturday Night), regia di Billy Crystal (1992)
- In cerca di Bobby Fischer (Searching for Bobby Fischer), regia di Steven Zaillian (1993)
- 4 fantasmi per un sogno (Heart and Souls), regia di Ron Underwood (1993)
- Scappo dalla città 2 (City Slickers II: The Legend of Curly's Gold), regia di Paul Weiland (1994)
- Quiz Show, regia di Robert Redford (1994)
- Gli intrighi del potere - Nixon (Nixon), regia di Oliver Stone (1995)
- Get Shorty, regia di Barry Sonnenfeld (1995)
- Il presidente - Una storia d'amore (The American President), regia di Rob Reiner (1995)
- Specchio della memoria (Unforgettable), regia di John Dahl (1996)
- City Hall, regia di Harold Becker (1996)
- A spasso col rapinatore (Carpool), regia di Arthur Hiller (1996)
- Amistad, regia di Steven Spielberg (1997)
- Un canestro per due (The 6th Man), regia di Randall Miller (1997)
- Istinti criminali (Gang Related), regia di Jim Kouf (1997)
- Scegli il male minore (The Lesser Evil), regia di David Mackay (1998)
- Il grande Joe (Mighty Joe Young), regia di Ron Underwood (1998)
- Payback - La rivincita di Porter (Payback), regia di Brian Helgeland (1999)
- Mumford, regia di Lawrence Kasdan (1999)
- Hurricane - Il grido dell'innocenza (The Hurricane), regia di Norman Jewison (1999)
- Chill Factor - Pericolo imminente (Chill Factor), regia di Hugh Johnson (1999)
- Hollywood, Vermont. (State and Main), regia di David Mamet (2000)
- Bait - L'esca (Bait), regia di Antoine Fuqua (2000)
- Bounce, regia di Don Roos (2000)
- Bartleby, regia di Jonathan Parker (2001)
- Focus, regia di Neal Slavin (2002)
- Alex & Emma, regia di Rob Reiner (2003)
- Balto - Sulle ali dell'avventura (Balto III: Wings of Change), regia di Phil Weinstein (2004)
- In Good Company, regia di Paul Weitz (2004)
- Maestro dell'anno (School of Life), regia di William Dear (2005)
- Ocean's Thirteen, regia di Steven Soderbergh (2007)
- La rivincita del campione (Resurrecting the Champ), regia di Rod Lurie (2007)
- Redbelt, regia di David Mamet (2008)
- Drag Me to Hell, regia di Sam Raimi (2009)
- Twixt, regia di Francis Ford Coppola (2011)
- Bad Teacher - Una cattiva maestra (Bad Teacher), regia di Jake Kasdan (2011)
- Jack Ryan - L'iniziazione (Jack Ryan: Shadow Recruit), regia di Kenneth Branagh (2014)
- Accident Man, regia di Jesse V. Johnson (2018)
- Che fine ha fatto Bernadette? (Where'd You Go, Bernadette), regia di Richard Linklater (2019)
- Horse Girl, regia di Jeff Baena (2020)

### Televisione
- In Search of Dr. Seuss, regia di Vincent Paterson – film TV (1994)
- The Good Wife – serie TV, 9 episodi (2009-2016)
- Law & Order - Unità vittime speciali (Law & Order: Special Victims Unit) – serie TV, episodio 11x22 (2010)
- The Mentalist – serie TV, episodio 4x07 (2011)
- Perception – serie TV, 4 episodi (2013-2014)
- Brooklyn Nine-Nine - serie TV, episodio 6x11 (2019)

## Doppiatori italiani
Nelle versioni in italiano delle opere in cui ha recitato, David Paymer è stato doppiato da:
- Oliviero Dinelli in Scappo dalla città - La vita, l'amore e le vacche, Senza traccia, Alex & Emma, Brothers & Sisters - Segreti di famiglia, Jack Ryan - L'iniziazione, Accident Man, Brooklyn Nine-Nine, Star Trek: Picard, The Morning Show
- Angelo Nicotra in Mr. sabato sera, Il presidente - Una storia d'amore, City Hall, A spasso col rapinatore, Line of Fire, Redbelt
- Mino Caprio in Bait - L'esca, Maestro dell'anno, Ocean's Thirteen, Drag Me to Hell, Dave
- Ambrogio Colombo in My Name is Earl, The Good Wife, Perception, Horse Girl
- Vittorio Stagni in Top Secret, Payback - La rivincita di Porter
- Marco Mete in Matlock, 4 fantasmi per un sogno
- Luca Dal Fabbro in Pubblifollia - A New York qualcuno impazzisce, Room 104
- Dario Penne in Quiz Show, The Mentalist
- Federico Danti ne I Jefferson
- Mauro Gravina in Una strana coppia di suoceri
- Marco Guadagno in L'aereo più pazzo del mondo... sempre più pazzo
- Massimo Giuliani in Casa Keaton
- Silvio Anselmo in Howard e il destino del mondo
- Francesco Pannofino in Scappo dalla città 2
- Nino Prester in Gli intrighi del potere - Nixon
- Danilo De Girolamo in Get Shorty
- Marzio Margine in Specchio della memoria
- Francesco Vairano in Amistad
- Antonio Sanna in Un canestro per due
- Nicola Marcucci ne Il grande Joe
- Renato Cortesi in Mumford
- Romano Malaspina in Chill Factor - Pericolo imminente
- Gerolamo Alchieri in Law & Order - Unità vittime speciali
- Luca Biagini in Hollywood, Vermont.
- Mario Scarabelli in RFK
- Paolo Marchese ne In Good Company
- Pietro Biondi in Warm Spring
- Sandro Pellegrini in Ballroom Dancing
- Oreste Rizzini in Ghost Whisperer - Presenze
- Maurizio Reti in La rivincita del campione
- Manlio De Angelis in Bad Teacher - Una cattiva maestra
- Pino Ammendola in I'm Dying Up Here - Chi è di scena?
- Paolo Buglioni ne La fantastica signora Maisel
- Emidio La Vella in Che fine ha fatto Bernadette?
- Gianni Giuliano in Good American Family

Da doppiatore è stato sostituito da:
- Oliviero Dinelli in Santo Bugito
- Daniele Demma in Balto - Sulle ali dell'avventura

## Riconoscimenti
Premi Oscar 1993 - Candidatura all'Oscar al miglior attore non protagonista per Mr. sabato sera